# Болгария на летних Олимпийских играх 1952
Болгария на летних Олимпийских играх 1952 была представлена 63 спортсменами в 8 видах спорта. пропустив игры 1948 года, болгарские спортсмены вновь приняли участие в соревнованиях. Первую в истории Болгарии Олимпийскую медаль сборной принес боксёр Борис Николов.

## Награды

### Бронза
| Бронза |               |                         |
| №      | Спортсмены    | Вид спорта (дисциплина) |
| 1      | Борис Николов | Бокс (до 75 кг)         |

## Состав олимпийской команды Болгарии

### Бокс
Спортсменов — 4
| Спортсмен         | Категория | Первый раунд                      | 1/8                           | Четвертьфиналы                | Полуфиналы                 | Финал                | Место |
| Спортсмен         | Категория | Соперник Результат                | Соперник Результат            | Соперник Результат            | Соперник Результат         | Соперник Результат   | Место |
| ----------------- | --------- | --------------------------------- | ----------------------------- | ----------------------------- | -------------------------- | -------------------- | ----- |
| Георгий Малезанов | до 57 кг  | Янош Эрдеи (HUN) Пор. 1:2         | Завершил выступление          | Завершил выступление          | Завершил выступление       | Завершил выступление | 17    |
| Любомир Марков    | до 60 кг  | Ханс-Вернер Волерс (GER) Пор. 0:3 | Завершил выступление          | Завершил выступление          | Завершил выступление       | Завершил выступление | 17    |
| Петр Спасов       | до 71 кг  | Бернард Фостер (GBR) Поб. 2:1     | Пентти Контула (FIN) Поб. 3:0 | Ласло Папп (HUN) Пор. 0:3     | Завершил выступление       | Завершил выступление | 5     |
| Борис Николов     | До 75 кг  | Альфред Штюрмер (LUX) Поб. 3:0    | Терри Гудинг (GBR) Поб. 2:1   | Дитер Вемхёнер (GER) Поб. 3:0 | Василе Тицэ (ROU) Пор. 0:3 | Завершил выступление |       |

### Баскетбол

#### Квалификационный раунд
Группа А
| Место | Команда   | В | П | МЗ  | МП  | МР  | Очки |
| ----- | --------- | - | - | --- | --- | --- | ---- |
| 1     | Болгария  | 2 | 0 | 131 | 114 | +17 | 4    |
| 2     | Куба      | 2 | 1 | 186 | 176 | +10 | 4    |
| 3     | Бельгия   | 1 | 2 | 173 | 179 | -6  | 2    |
| 4     | Швейцария | 0 | 2 | 107 | 128 | -21 | 0    |

| 14 июля 1952 |                                      | Болгария | 69 : 58 | Швейцария |  |
| 14 июля 1952 | Счёт по половинам: 30 : 22, 39 : 36. |          |         |           |  |
| 14 июля 1952 | Антон Кузов 22                       | Очки     |         |           |  |

| 17 июля 1952 |                                      | Болгария | 62 : 56 | Куба |  |
| 17 июля 1952 | Счёт по половинам: 29 : 30, 33 : 26. |          |         |      |  |
| 17 июля 1952 | Антон Кузов 19                       | Очки     |         |      |  |

#### Групповой этап
Группа B
| Место | Команда   | В | П | МЗ  | МП  | МР  | Очки |
| ----- | --------- | - | - | --- | --- | --- | ---- |
| 1     | СССР      | 3 | 0 | 192 | 143 | +49 | 6    |
| 2     | Болгария  | 2 | 1 | 163 | 182 | -19 | 5    |
| 3     | Мексика   | 1 | 2 | 172 | 171 | +1  | 4    |
| 4     | Финляндия | 0 | 3 | 147 | 178 | -31 | 3    |

| 25 июля 1952 |                  | Болгария | 46 : 74 | СССР |  |
| 25 июля 1952 | Владимир Савов 8 | Очки     |         |      |  |

| 25 июля 1952 |                | Болгария | 52 : 44 | Мексика |  |
| 25 июля 1952 | Антон Кузов 19 | Очки     |         |         |  |

| 27 июля 1952 |                  | Болгария | 65 : 64 | Финляндия |  |
| 27 июля 1952 | Христо Дончев 18 | Очки     |         |           |  |

#### Полуфинальный раунд
Группа А
| Место | Команда   | В | П | МЗ  | МП  | МР  | Очки |
| ----- | --------- | - | - | --- | --- | --- | ---- |
| 1     | Уругвай   | 2 | 1 | 194 | 187 | +7  | 5    |
| 2     | Аргентина | 2 | 1 | 226 | 174 | +52 | 5    |
| 3     | Болгария  | 1 | 2 | 177 | 220 | -43 | 4    |
| 4     | Франция   | 1 | 2 | 178 | 194 | -16 | 4    |

| 28 июля 1952 |                 | Болгария | 56 : 100 | Аргентина |  |
| 28 июля 1952 | Георги Панов 12 | Очки     |          |           |  |

| 29 июля 1952 |                 | Болгария | 54 : 62 | Уругвай |  |
| 29 июля 1952 | Георги Панов 18 | Очки     |         |         |  |

| 30 июля 1952 |                 | Болгария | 67 : 58 | Франция |  |
| 30 июля 1952 | Георги Панов 14 | Очки     |         |         |  |

#### за 5-8 места
| 31 июля 1952 |                                      | Болгария | 53 : 60 | Чили |  |
| 31 июля 1952 | Счёт по половинам: 29 : 37, 24 : 23. |          |         |      |  |
| 31 июля 1952 | Георги Панов 13                      | Очки     |         |      |  |

#### за 7-8 места
| 1 августа 1952 |                                      | Болгария | 58 : 44 | Франция |  |
| 1 августа 1952 | Счёт по половинам: 22 : 22, 36 : 22. |          |         |         |  |
| 1 августа 1952 | Георги Панов 12                      | Очки     |         |         |  |

### Велоспорт

#### Шоссейный велоспорт
Всего спортсменов — 4
Мужчины
| Спортсмен                                        | Соревнование                        | Время                | Место          |
| ------------------------------------------------ | ----------------------------------- | -------------------- | -------------- |
| Петр Георгиев                                    | Групповая шоссейная гонка           | 5:24:34.0 (+18:30.6) | 46             |
| Боян Коцев                                       | Групповая шоссейная гонка           | Не финишировал       | Не финишировал |
| Милчо Русев                                      | Групповая шоссейная гонка           | Не финишировал       | Не финишировал |
| Илья Велчев                                      | Групповая шоссейная гонка           | Не финишировал       | Не финишировал |
| Петр Георгиев Милчо Русев Илия Велчев Боян Коцев | Командная шоссейная гонка на 101 км |                      | Сошли          |

#### Трековый велоспорт
Спортсменов — 4
| Спортсмен                                        | Соревнование                            | Предварительный раунд | Предварительный раунд | 1\4 финала     | 1\4 финала | 1\2 финала     | 1\2 финала | Финал Матч за 3-е место | Финал Матч за 3-е место |
| Спортсмен                                        | Соревнование                            | Время                 | Место                 | Соперник Время | Место      | Соперник Время | Место      | Соперник Время          | Место                   |
| ------------------------------------------------ | --------------------------------------- | --------------------- | --------------------- | -------------- | ---------- | -------------- | ---------- | ----------------------- | ----------------------- |
| Милчо Русев Илья Велчев Боян Коцев Димитр Бобчев | Командная гонка преследования на 4000 м | 5:08.2                | 16                    | не прошли      | не прошли  | не прошли      | не прошли  | не прошли               | не прошли               |

### Спортивная гимнастика
- В общекомандном зачете у мужчин учитываются лучшие результаты 5 спортсменов, у женщин 6.
- В командном упражнении также выявлялся Олимпийский чемпион

Спортсменов — 16
Мужчины
| Спортсмен | Вид соревнования     | Вольные упражнения | Вольные упражнения | Кольца | Кольца | Конь  | Конь  | Опорный прыжок | Опорный прыжок | Брусья | Брусья | Перекладина | Перекладина | Абсолютное первенство | Абсолютное первенство |
| Очки | Место                | Очки               | Место              | Очки   | Место  | Очки  | Место | Очки           | Место          | Очки   | Место  | Очки        | Место       | Очки                  | Место                 |
| --- | -------------------- | ------------------ | ------------------ | ------ | ------ | ----- | ----- | -------------- | -------------- | ------ | ------ | ----------- | ----------- | --------------------- | --------------------- |
| Николай Атанасов | Личное первенство    | 15.25              | 154                | 17.95  | 72     | 17.25 | 82    | 17.90          | 100            | 16.95  | 121    | 16.65       | 114         | 101.95                | 96                    |
| Василь Констадинов | Личное первенство    | 16.75              | 112                | 18.65  | 29     | 17.55 | 65    | 17.85          | 102            | 17.90  | 74     | 16.90       | 104         | 106.25                | 65                    |
| Николай Милев | Личное первенство    | 17.35              | 88                 | 18.25  | 58     | 18.20 | 37    | 16.70          | 151            | 17.90  | 74     | 16.05       | 129         | 103.85                | 77                    |
| Стоян Стоянов | Личное первенство    | 8.95               | 179                | 9.40   | 182    | 9.15  | 181   | 9.20           | 181            | 9.15   | 181    | 17.25       | 89          | 63.10                 | 182                   |
| Минчо Тодоров | Личное первенство    | 18.60              | 22                 | 18.45  | 38     | 17.45 | 77    | 18.35          | 54             | 17.95  | 71     | 18.35       | 43          | 109.15                | 43                    |
| Тодор Тодоров | Личное первенство    | 18.05              | 47                 | 17.45  | 94     | 15.90 | 111   | 18.05          | 87             | 18.20  | 54     | 15.55       | 139         | 103.20                | 83                    |
| Илия Топалов | Личное первенство    | 17.90              | 55                 | 18.50  | 35     | 15.15 | 127   | 15.65          | 166            | 15.75  | 152    | 11.40       | 169         | 94.35                 | 140                   |
| Димитр Йорданов | Личное первенство    | 17.25              | 92                 | 18.45  | 38     | 15.55 | 116   | 18.10          | 83             | 18.05  | 65     | 18.25       | 48          | 105.65                | 68                    |
| Минчо Тодоров Васил Констадинов Димитр Йорданов Николай Милев Тодор Тодоров Николай Атанасов Илия Топалов Стоян Стоянов | Командное первенство | 89.80              | 9                  | 92.60  | 7      | 88.85 | 10    | 90.85          | 15             | 90.55  | 11     | 88.25       | 11          | 540.90                | 9                     |

Женщины
| Спортсмен | Вид соревнования     | Вольные упражнения | Вольные упражнения | Бревно | Бревно | Брусья | Брусья | Опорный прыжок | Опорный прыжок | Командное упражнение | Командное упражнение | Абсолютное первенство | Абсолютное первенство |
| Очки | Место                | Очки               | Место              | Очки   | Место  | Очки   | Место  | Очки           | Место          | Очки                 | Место                | Очки                  | Место                 |
| --- | -------------------- | ------------------ | ------------------ | ------ | ------ | ------ | ------ | -------------- | -------------- | -------------------- | -------------------- | --------------------- | --------------------- |
| Стоянка Ангелова | Личное первенство    | 16.63              | 110                | 17.39  | 34     | 17.10  | 68     | 13.33          | 129            |                      |                      | 64.85                 | 110                   |
| Иванка Должева | Личное первенство    | 18.02              | 29                 | 18.66  | 10     | 18.10  | 22     | 18.03          | 49             |                      |                      | 72.81                 | 18                    |
| Райна Григорова | Личное первенство    | 18.03              | 28                 | 17.96  | 30     | 17.46  | 51     | 16.73          | 108            |                      |                      | 70.18                 | 49                    |
| Пенка Присадашка | Личное первенство    | 17.56              | 61                 | 15.13  | 120    | 12.16  | 132    | 18.06          | 44             |                      |                      | 62.91                 | 122                   |
| Салтирка Спассова | Личное первенство    | 17.46              | 71                 | 18.59  | 12     | 17.96  | 26     | 18.29          | 27             |                      |                      | 72.30                 | 19                    |
| Цветана Станчева | Личное первенство    | 18.36              | 15                 | 18.86  | 6      | 18.39  | 18     | 18.06          | 44             |                      |                      | 73.67                 | 16                    |
| Вассилка Станчева | Личное первенство    | 17.43              | 73                 | 18.22  | 19     | 17.63  | 46     | 18.36          | 25             |                      |                      | 71.64                 | 29                    |
| Йорданка Йовкова | Личное первенство    | 16.60              | 111                | 17.59  | 42     | 15.02  | 120    | 17.16          | 100            |                      |                      | 66.37                 | 98                    |
| Цветана Станчева Иванка Должева Салтирка Спассова Вассилка Станчева Райна Григорова Йорданка Йовкова Стоянка Ангелова Пенка Присадашка | Командное первенство | 140.09             | 8                  | 142.80 | 4      | 133.82 | 9      | 138.02         | 9              | 66.80                | 12                   | 493.77                | 7                     |

### Конный спорт
Спортсменов — 3
| Команда                                 | Соревнование                      | Выездка | Выездка | Кросс | Кросс | Конкур | Конкур | Итог | Итог  |
| Команда                                 | Соревнование                      | Очки    | Место   | Очки  | Место | Очки   | Место  | Очки | Место |
| --------------------------------------- | --------------------------------- | ------- | ------- | ----- | ----- | ------ | ------ | ---- | ----- |
| Рашко Фратев на Сталинград              | Конное троеборье (индивидуильное) | -156.2  | 38      | DSQ   | DSQ   | DSQ    | DSQ    | DSQ  | 38    |
| Красто Гочев на Стратсин                | Конное троеборье (индивидуильное) | -172.8  | 48      | DSQ   | DSQ   | DSQ    | DSQ    | DSQ  | 48    |
| Стоян Рогачев на Лерин                  | Конное троеборье (индивидуильное) | -178.5  | 53      | DSQ   | DSQ   | DSQ    | DSQ    | DSQ  | 53    |
| Рашко Фратев Красто Гочев Стоян Рогачев | Конное троеборье (командное)      | -507.50 | 17      | DSQ   | DSQ   | DSQ    | DSQ    | DSQ  | 17    |

### Лёгкая атлетика
Спортсменов — 4
Мужчины
| Спортсмен      | Соревнование   | Предварительный раунд | Предварительный раунд | Четвертьфиналы | Четвертьфиналы | Полуфиналы | Полуфиналы | Финал     | Финал     |
| Спортсмен      | Соревнование   | Результат             | Место                 | Результат      | Место          | Результат  | Место      | Результат | Место     |
| -------------- | -------------- | --------------------- | --------------------- | -------------- | -------------- | ---------- | ---------- | --------- | --------- |
| Ангел Гаврилов | 100 м          | 11.1                  | 46'                   | не прошёл      | не прошёл      | не прошёл  | не прошёл  | не прошёл | не прошёл |
| Ангел Колев    | 100 м          | 10.9                  | 16' (Q)               | DSQ            | DSQ            | не прошёл  | не прошёл  | не прошёл | не прошёл |
| Ангел Колев    | 200 м          | 22.0                  | 19' (Q)               | 21.8           | 15'            | не прошёл  | не прошёл  | не прошёл | не прошёл |
| Никола Дагоров | Тройной прыжок | 13.82                 | 30                    |                |                |            |            | не прошёл | не прошёл |

Женщины
| Спортсмен         | Соревнование | Предварительный раунд | Предварительный раунд | Четвертьфиналы | Четвертьфиналы | Полуфиналы | Полуфиналы | Финал     | Финал     |
| Спортсмен         | Соревнование | Результат             | Место                 | Результат      | Место          | Результат  | Место      | Результат | Место     |
| ----------------- | ------------ | --------------------- | --------------------- | -------------- | -------------- | ---------- | ---------- | --------- | --------- |
| Цветана Берковска | 100 м        | 12.2 (Q)              | 15                    | 12.3           | 19             | не прошла  | не прошла  | не прошла | не прошла |
| Цветана Берковска | 200 м        | 25.2 (Q)              | 13                    |                |                | не прошла  | не прошла  | не прошла | не прошла |

### Стрельба
Спортсменов — 5
Мужчины
| Спортсмен         | Соревнование               | Первый раунд | Первый раунд | Второй раунд | Второй раунд | Итог      | Итог  |
| Спортсмен         | Соревнование               | Результат    | Место        | Результат    | Место        | Результат | Место |
| ----------------- | -------------------------- | ------------ | ------------ | ------------ | ------------ | --------- | ----- |
| Иван Иванов       | Трап                       | 92           | 9            | 90           | 23           | 182       | 16    |
| Христо Шопов      | Трап                       | 82           | 31           | 86           | 28           | 168       | 30    |
| Георгий Керанов   | Скоростной пистолет 25 м   | 278          | 19           | 283          | 16           | 561       | 17    |
| Тодор Станчев     | Скоростной пистолет 25 м   | 276          | 27           | 276          | 26           | 552       | 25    |
| Стоян Попов       | Произвольный пистолет 50 м |              |              |              |              | 517       | 26    |
| Николай Христозов | Произвольный пистолет 50 м |              |              |              |              | 500       | 41    |

### Футбол
Болгарская сборная считалась одним из претендентов на победу, но в первом же раунде им в соперники выпала сборная СССР. В основное время голов не было, в дополнительное время счёт открыл болгарский форвард Иван Колев, но сборная СССР быстро ответила голами Всеволода Боброва и Василия Трофимова и одержала победу.
Спортсменов — 11
Мужчины

#### Состав команды
| №                         | Имя               | Клуб                      | Дата рождения    | Возраст | Игр     | Голов   |
| Вратари                   | Вратари           | Вратари                   | Вратари          | Вратари | Вратари | Вратари |
| ------------------------- | ----------------- | ------------------------- | ---------------- | ------- | ------- | ------- |
| 1                         | Апостол Соколов   | Флаг Болгарии (1948—1967) | 23 октября 1917  | 34      | 1       | -2      |
| Защитники                 |                   |                           |                  |         |         |         |
| 2                         | Георгий Ефтимов   | Флаг Болгарии (1948—1967) | 24 марта 1931    | 21      | 1       | 0       |
| 3                         | Манол Манолов     | ЦСКА (София)              | 8 августа 1925   | 26      | 1       | 0       |
| 4                         | Борис Апостолов   | Спартак (София)           | 20 января 1925   | 27      | 1       | 0       |
| Полузащитники             |                   |                           |                  |         |         |         |
| 6                         | Трайчо Петков     | Флаг Болгарии (1948—1967) | 4 сентября 1923  | 28      | 1       | 0       |
|                           | Стефан Божков     | ЦСКА (София)              | 20 сентября 1923 | 28      | 0       | 0       |
|                           | Димитр Миланов    | ЦСКА (София)              | 18 октября 1928  | 23      | 0       | 0       |
| Нападающие                |                   |                           |                  |         |         |         |
| 8                         | Иван Колев        | ЦСКА (София)              | 1 ноября 1930    | 21      | 1       | 1       |
| 9                         | Панайот Панайотов | ЦСКА (София)              | 30 декабря 1930  | 21      | 1       | 0       |
| 10                        | Петр Аргиров      | Локомотив (София)         | 19 февраля 1923  | 29      | 1       | 0       |
| 11                        | Крум Янев         | Флаг Болгарии (1948—1967) | 9 января 1929    | 23      | 1       | 0       |
| Главный тренер            |                   |                           |                  |         |         |         |
| Флаг Болгарии (1948—1967) | Крум Милев        | Крум Милев                |                  |         |         |         |

#### Первый раунд
| 16 июля 1952              | \| СССР \| 2:1 (0:0, 0:0) Отчет \| Болгария \| \| Бобров 100' Трофимов 104' \| Голы \| Колев 95' \| | Стадион: Котка Зрителей: 10 000 Судья: Иштван Жолт |
| СССР                      | 2:1 (0:0, 0:0) Отчет                                                                                | Болгария                                           |
| Бобров 100' Трофимов 104' | Голы                                                                                                | Колев 95'                                          |